# Mangalampet
Mangalampet là một thị xã panchayat của quận Cuddalore thuộc bang Tamil Nadu, Ấn Độ.

## Nhân khẩu
Theo điều tra dân số năm 2001 của Ấn Độ, Mangalampet có dân số 7327 người. Phái nam chiếm 49% tổng số dân và phái nữ chiếm 51%. Mangalampet có tỷ lệ 68% biết đọc biết viết, cao hơn tỷ lệ trung bình toàn quốc là 59,5%: tỷ lệ cho phái nam là 74%, và tỷ lệ cho phái nữ là 63%. Tại Mangalampet, 12% dân số nhỏ hơn 6 tuổi.